# (17504) 1992 GB2
A (17504) 1992 GB2 a Naprendszer kisbolygóövében található aszteroida. Eric Walter Elst fedezte fel 1992. április 4-én.